# Хантер, Хизер
Хизер Кейша Хантер (Heather Keisha Hunter, род. 1 октября 1969, Бронкс, Нью-Йорк) — бывшая американская порноактриса, а также рэп-исполнительница, художник, фотограф, писатель и продюсер.

## Биография
Родилась 1 октября 1969 года в Бронксе, Нью-Йорк, США.
Дебютировала как актриса в порноиндустрии в 1988 году и в 90-е годы стала одной из звёзд компании Vivid Entertainment.
После завершения карьеры в порно, занимается творческой деятельностью, такой как музыка и фотография.
Поступила в Нью-Йоркский институт фотографии. В 2009 году получила премию «За заслуги» за работу в области фотографии.

## Награды
| Год  | Церемония  | Результат | Категория                    | Работа |
| ---- | ---------- | --------- | ---------------------------- | ------ |
| 1999 | XRCO Award | Номинация | Лучшая сцена девушка-девушка |        |
| 2003 | AVN Awards | Победа    | зал славы AVN                |        |

## Личная жизнь
Идентифицирует себя как бисексуал.

## Избранная фильмография
- Can You Be A Pornstar? 3 & 4 (2004)
- Comedy After Dark (2003)
- Girls Only: Strapped On (2002)
- Deep Inside Lexus (2001)
- Best of the Vivid Girls 30 (2000)
- Where the Boys Aren’t 11 (1999)
- Where the Boys Aren’t 10 (1998)
- Cream On 2 (1997)
- Fashion Plate (1996)
- Fashion Plate (1995)
- Les vestiaires du plaisir, réalisateur Paul Thomas, V.H.S., éditeur O.U.T., Paris, (1994)
- Deep Inside Deidre Holland (1993)
- Wet Sex 1 & 5 (1992)
- Blue Jean Brat (1991)
- Where the Boys Aren’t 3 (1990)
- Heather’s Home Movies (1989)
- Heather (1989)
- Heather Hunter on Fire, (1988)